# Halo 3
Halo 3 is een first-person shooter ontwikkeld door Bungie voor de Xbox 360. Het spel eindigt de verhaallijn die begon in Halo: Combat Evolved en doorging in Halo 2. De definitieve versie van het spel werd vrijgegeven op 25 september 2007 in Nieuw-Zeeland (waar het rond middernacht als eerste beschikbaar was), de Verenigde Staten, Brazilië, Canada, Australië, India en Singapore, 26 september 2007 in Europa en 27 september 2007 in Japan. GameSpot rapporteerde dat er 4,2 miljoen exemplaren van Halo 3 verkrijgbaar waren in de winkel op 24 september 2007 (een dag voor de officiële uitgavedatum), dat het een nieuw wereldrecord maakt.
Het spel bevat nieuwe voertuigen, wapens en gameplay die niet in de vorige titels van de serie beschikbaar waren. Halo 3 focust zich op de oorlog tussen de 26e-eeuwse mens en een collectie van alien-rassen, bekend als de Covenant, die na een decennialange oorlog een invasie zijn begonnen op aarde. In de strijd tegen de Covenant kruipt de speler in de huid van de Master Chief, een genetisch geavanceerde supersoldaat, en waagt zich in een oorlog om de mensheid te verdedigen.

## Gameplay
De gameplay van Halo 3 bouwt voor het grootste deel op de vorige succesvolle uitvoeringen van de franchise. Het is een first-person shooter die het personage Master Chief volgt en zijn worsteling tegen de Covenant en de Flood. De actie van het spel heeft voor het grootste deel plaats te voet, maar er zijn voertuigen beschikbaar voor de speler op bepaalde punten in het spel. Net zoals de andere Halo-titels, is het multiplayer-deel van het spel een van de meest geprezen onderdelen en daardoor een van de redenen voor het enorme succes van de serie.
De balans van wapens en objecten in het spel zijn dusdanig afgesteld voor de multiplayer wat volgens multiplayer-designer Lars Bakken geldt als een van de 'three golden things' van Halo. Er zijn wapens, granaten en de mogelijkheid om te vechten; alle drie zijn beschikbaar terwijl er te voet gelopen wordt (tenzij ze twee wapens tegelijk gebruiken of een hogere klasse wapen gebruiken).
Het idee van balans (tenminste in de multiplayer) is dat elk specifiek wapen of deel van de uitrusting een specifiek gebied heeft waar het het handigst is en het makkelijkst. Het maakt niet uit in welke combinatie de wapens worden gekozen door de speler (de speler kan max. maar 2 schieters gebruiken). Er zijn situaties waar de speler voordeel heeft en andere combinaties waar het in zijn nadeel speelt. Het resultaat is dat er geen enkel wapen/voertuig is dat beter is dan de andere.
De nieuwe standaard controllerbesturing heeft met de rechter bumperknop een actieknop (oppakken, herladen, in voertuigen stappen, schakelingen activeren, enz.) en met de X-knop kan de speler de uitrusting wijzigen. Wanneer de speler twee wapens heeft, kan hij of zij de wapens afzonderlijk van elkaar herladen met de linker- of rechterknop. De rest van de knoppen zijn niet veranderd. Net zoals in de vorige spellen kan de speler zelf kiezen welke besturing hij of zij neemt.

### Campagne
Het enige gefilmde materiaal van de campagne is te zien in de E3 2006-trailer, de Et Tu Brute?-video en weer in de E3 2007-trailer. Er zijn verschillende typen gebieden waardoor de speler moet reizen: een jungle, opbouwende steden, woestijn en nog meer.
Het AI-gedrag van zowel vijanden als teamgenoten in de campagne zijn sterk verbeterd in Halo 3.
In september 2009 kwam een uitbreiding uit voor dit spel, genaamd Halo 3: ODST. Opmerkelijk is dat de speler niet de Master Chief of de Arbiter moet besturen, maar een ODST (Orbital Drop Shock Trooper, ook wel hell jumpers genaamd).

#### Co-operatief
Halo 3 heeft één tot vier spelers coöperatieve gameplay door Xbox Live of de systeemlink en voor twee spelers een coöperatieve split screen. Hoewel de split screen voor twee spelers ook in de vorige spellen werd ondersteund, was het voor Xbox Live en de systeemlink de eerste keer. Spelers die spelen via split screen kunnen ook met twee andere spelers spelen via Xbox Live of de systeemlink.
In plaats dat iedere speler een identieke Spartan krijgt zoals in de vorige Halo-spellen, speelt de eerste speler de Master Chief, de tweede speler de Arbiter en de andere twee spelers spelen een nieuw gecreëerde Elite, N’tho ‘Sraom en Usze ‘Taham, waarvan elk een eigen achtergrondverhaal heeft. Elke speler heeft identieke vaardigheden, alhoewel de speler een ander startwapen heeft. Master Chief begint met een Assault Rifle met de Battle Rifle als secundaire wapen, terwijl de Elites uitgerust zijn met een Plasma Rifle en Carbines voor elke missie.

#### Meta-game
Halo 3 heeft een "campaign meta-game" waarin een speler een numerieke score krijgt gebaseerd op hun prestaties terwijl ze het level uitspelen. De meeste punten krijgt de speler bij het verslaan van vijanden, met extra punten die gegeven worden als ze stijlvolle "kills" verrichten, zoals "headshots" of "stuck-kills" (het doden van een vijand met een plasma of spike-grenade die op de vijand zelf blijft plakken). Door het vinden en activeren van Skulls, wat ook in Halo 2 zat, kan de speler nog hogere scores krijgen in de meta-game. Naast dat er een score wordt bijgehouden van elke individuele speler, laat de meta-game ook zien dat ook co-op-campagne competitief kan worden. Als een speler zichzelf vermoordt of een co-op-teamgenoot vermoordt, verliest hij punten.
Gamerscore wordt gegeven voor het behalen van een specifieke score (of hoger dan dat) en medailles voor specifieke overwinningen, en voor het vinden van Skulls en andere verstopte spullen.

### Multiplayer
Tot vier personen kan er geparticipeerd worden bij een multiplayerwedstrijd per Xbox 360 in Halo 3 via een split screen-lay-out en tot 16 personen mag er geparticipeerd worden in een wedstrijd over de LAN of Xbox Live. Een combinatie van sommige of alle methodes die opgenoemd zijn kunnen gecombineerd worden voor een wedstrijd tot 16 personen. In de zogenaamde "Forge"-modus is het maximale aantal teruggeschroefd naar acht spelers.
Net zoals de meeste Xbox 360-multiplayertitels heeft Halo 3 een gewijzigde versie van de TrueSkill-rankingsystem voor zijn online voorzieningen. Het matchmaking-systeem van Halo 3 is gebaseerd op twee verschillende rankeringen, niveau en ervarenheid (rating points of RP). Het niveau betekent waar de speler staat in de TrueSkill-ranglijst en ervarenheid (RP) is een gemiddelde van het aantal gespeelde en gewonnen wedstrijden (één punt per gewonnen wedstrijd). Een speler die de "general"-level heeft, speelt langer dan bijvoorbeeld een "recruit". Dit is gedaan om het systeem eerlijker te maken en de ervarenheid van spelers te reflecteren. Het RP-systeem heeft ook een ingebouwd mechanisme waardoor de speler gestraft wordt als hij of zij de server verlaat voordat de wedstrijd afgelopen is (verliest 2 RP's bij het verlaten). Een speler die dus vaak een wedstrijd verlaat, en aldus zijn of haar teamgenoten alleen laat, kan een negatieve RP-score hebben.
De gebruikersinterface is opnieuw ontwikkeld t.o.v. Halo 2, waardoor het makkelijker is een aangepast spel te maken in de Halo 3-multiplayer, die nu kan worden bewaard en online gedeeld kan worden met de file sharing features. Spelers kunnen "adverteren" voor hun aangepaste spel via Xbox Live Public, wat het makkelijker maakt om een multiplayerwedstrijd te vinden van de smaak van de speler zonder zijn of haar vrienden te vinden. Mensen die door de code kwamen, net zoals degenen die een glitch gebruikten om hun weg te vinden in de UI van aangepaste spelen van de Halo 3-bèta, hebben gevonden dat de sterkte van zwaartekracht inderdaad een aan te passen optie is in de multiplayerspellen, wat Bungie-medewerkers eerder bevestigden.

## Mogelijkheden

### Forge
Forge is een hulpmiddel waarmee spelers objecten en wapens toe kunnen voegen in bestaande mappen. Bijna alle wapens, voertuigen en interactieve objecten (variërende kratten en barrels) kunnen worden toegevoegd, bewogen en verplaatst in de mappen met Forge.
In spellen waar Forge is toegestaan, kunnen spelers overschakelen naar de bewerkingsmodus wanneer ze maar willen. Wanneer ze in deze modus zitten, wordt de speler als een Forerunner Monitor door andere spelers gezien en kan deze nog steeds aangevallen en vermoord worden. Objecten kunnen real-time worden voortgebracht in het spel. Het aantal objecten dat kan worden toegelaten in een map is gelimiteerd, omdat elk object credits inneemt. Voor elke map is maar een aantal credits toegestaan. Spelers kunnen sommige standaardobjecten verwijderen om meer credits te krijgen. Niet alle objecten (vooral voertuigen) zijn beschikbaar in alle mappen en de speler kan de X-knop ingedrukt houden om meer te leren over het object.

### Films bewaren
Halo 3 heeft een functie genaamd Saved Films. Met deze functie kunnen spelers een kopie van de speldata van een multiplayerwedstrijd of campagnesessie opslaan op de harde schijf van de Xbox 360, zodat deze later terug kan worden gezien. Het is essentieel gezien hetzelfde als de "replay"-functie in racespellen en al vele jaren op pc-spellen zoals Bungie's eigen Marathon.
100 bestanden kunnen worden opgeslagen op een harde schijf op elke tijd.
Spelers kunnen de actie van elke hoek volgen en ieder z'n perspectief zien (inclusief een free-roaming camera). Het is ook mogelijk om de snelheid te vertragen en de opname omgekeerd af te spelen. De Saved Films kunnen worden bewerkt in het spel om een kortere clip te maken of alleen een speciaal moment of mooie actie. Spelers kunnen ook een hulpprogramma gebruiken om afbeeldingen te nemen van films en ze uploaden op de Bungie-website.
Omdat de Saved Films alleen speldata is (eigenlijk niet een video), is het bestand relatief klein. Een opname van een vrij "lang" spel is in de buurt van 6 MB. Films worden op alle soorten resolutie afgespeeld, het maakt dus niet uit op welke resolutie de speler de film heeft opgenomen. Alle films zijn gemaakt in real-time op de Xbox 360 die de Halo 3-engine gebruikt. Hiermee kunnen ze gedeeld worden met andere Xbox 360-consoles waar geen compatibele problemen zijn omdat ze allemaal dezelfde code gebruiken. De Saved Films-functie wordt beschreven als een "uitstekende trainingshulp" omdat spelers bruikbaar tactisch inzicht krijgen en strategieën van andere spelers kunnen bekijken.

### Bestanden uitwisselen
File Sharing in Halo 3 is een online opslagruimte en deelservice voor een aantal bestanden die gemaakt zijn in het spel. Bestanden zoals Saved Films, schermafbeeldingen, gewijzigde gametypes en Forge-instellingen kunnen allemaal worden geüpload via File Share. Wanneer het spel begint, komen de bewaarde items tevoorschijn op het Bungie.net Halo 3-profiel, waar andere spelers meningen kunnen geven over het materiaal en dat downloaden zodra ze de volgende keer online spelen.
Spelers kunnen deze bestanden bekijken en verplaatsen terwijl ze online zijn, maar kunnen deze ook uploaden naar een centrale Bungie-server zodat vrienden (en vijanden) ze kunnen bekijken en downloaden, zelfs als de speler niet online is. Spelers kunnen extra opslagruimte kopen voor 750 Microsoft Points, waarmee er een Bungie Pro-account wordt gemaakt. Alle Xbox Live Gold-leden krijgen 25 MB opslagruimte; Bungie Pro 250 MB. Hoewel spelers met Xbox Live Silver geen toegang hebben om bestanden te delen, kunnen ze wel een Bungie Pro-account aanmaken. Spelers kunnen op de Bungie-website acht downloads aanvinken zodat deze direct worden gedownload zodra ze online zijn op de console.
Ook zal er de mogelijkheid zijn om je video's naar medemensen te sturen zodat die er ook nog even van kunnen genieten.

## Samenvatting

### Personages
De Master Chief keert weer terug als de hoofdrolspeler met de Arbiter. De Master Chief en de Arbiter worden bespeeld door de eerste en tweede speler tijdens de co-op gameplay. De twee nieuwe personages, N’tho ‘Sraom en Usze ‘Taham, die worden bespeeld door de derde en vierde speler, komen niet tevoorschijn in scènes .

### Verhaal
De game begint niet waar Halo 2 eindigde. De stripboek mini-serie, Halo: Uprising, zou het gat verkleinen tussen het einde van Halo 2 en het begin van Halo 3.
Wanneer de game begint keert Master Chief terug op Aarde, waar de Covenants loyalisten (Brutes, Drones en Jackals), begeleid door de Prophet of Truth, hun eigen planet hebben verwaarloosd. Covenant-vliegtuigen vliegen naar een evacuatiepunt, een paar kilometers van de bergen van New Mombasa en hebben daar een verblijfplaats opgebouwd (wat te zien was in de E3 2006 trailer).
De Master Chief maakt met Sergeant Major Johnson en de Arbiter de weg door de jungle naar het UNSC-meldpunt. De Master Chief krijgt in de tussentijd verstorende berichten van Cortana. Kort nadat ze hun bestemming hebben bereikt, valt de Covenant het gebouw aan. Na een korte strubbeling, waar het gebouw wordt vernietigd, ontvangt de Master Chief orders van Commander Keyes en Lord Hood om op weg te gaan naar de Afrikaanse stad Voi om alle antiluchtdefensies te vernietigen om voor te bereiden op aanval op de artifact en Truth. Nadat de Master Chief en de Arbiter alles vernietigen, activeert Truth de artifact en maakt een enorme warp portaal waar alle Covenant-vliegtuigen naartoe gaan. Terwijl de mensheid over hun opties nadenken, arriveert er een Covenant-vliegtuig via een ander portaal en wordt bestuurd door de Flood en crasht. De parasieten verspreiden zich snel door de stad.
De Master Chief en de Arbiter proberen tegen de Flood te vechten. Ze worden geholpen door de gearriveerde Elite groep, die gebieden verglazen die geïnfecteerd zijn. Keyes, Master Chief, de Arbiter en de Elite groep besluiten om Truth te volgen. Ze verlaten Aarde via het warpportaal en vinden zichzelf bij immense structuur. Later komen ze erachter dat het de Ark is. Ze ontdekken dat de Ark buiten de Melkweg is gestationeerd. 343 Guilty Spark arriveert met Elite vliegtuig en belooft de Master Chief te helpen op wat voor manier dan ook, omdat hij geen voorgeprogrammeerde taken heeft sinds de ring is verwoest. Ze moeten eerst 3 schildgeneratoren vernietigen om bij truth te komen. Dit gebeurt in 3 groepen: een elite groep, een van mensen en de masterchief samen met de arbiter. Na de eerste 2 generatoren uitgeschakeld te hebben blijkt dat sgt. johnson gevangen is genomen. Na ook deze generator te hebben uitgeschakeld arriveert door het flood-geïnfecteerde High Charity via het warpportaal. Een weg banend tussen flood en brutes gaan de arbiter en de master chief achter truth aan. Op het laatste stuk helpt de flood (met de stem van Gravemind) de master chief tijdelijk maar keert zich alweer snel tegen hem. Na het executeren van de Prophet of Truth ontdekken de Master Chief en de Arbiter dat er een vervangende ring is gemaakt door de Ark om de ring te vervangen die de Master Chief in Halo: Combat Evolved vernietigde. De Chief besluit de ring te activeren om elke kans te vernietigen van de Flood zodat zich niet verder kunnen verspreiden. Eerst gaan de Master Chief en de Arbiter door High Charity om Cortana te redden, die nog steeds in de handen is van Gravemind. Na het redden van de AI vernietigen ze de Covenants thuiswereld en waarschijnlijk Gravemind waarna ze ontsnappen.
Wanneer ze arriveren op de nieuw gebouwde Halo ontdekken ze snel dat Gravemind nog leeft en probeert zichzelf te maken op de nieuwe Halo. De Chief, Arbiter en Sergeant Johnson maken snel hun weg naar de controlekamer, waar ze proberen de Halo af te vuren. Guilty Spark realiseert zich dat dit zijn nieuwe ring vernietigt omdat het niet volledig klaar is en vermoordt Sergeant Johnson als hij probeert om de ringen te activeren. De Master Chief vernietigt Guilty Spark, activeert de ring en ontsnapt net met de Arbiter met The Dawn, een UNSC-vliegtuig. Ze lanceren en het scherm verandert helemaal in wit. Hierdoor raakt de speler benieuwd of ze het redden of niet.
Terug op Aarde wordt er een herdenking gehouden en geeft de conclusie dat de Master Chief niet is teruggekeerd. De Arbiter vertrekt dan naar zijn eigen thuiswereld en schudt Lord Hood de hand.
Als de speler wacht tot na de aftiteling ziet men dat de Master Chief en Cortana nog steeds leven. Ze werden afgesplitst van de Arbiter toen het warpportaal sloot en daardoor het schip in twee werd gedeeld. Terwijl ze hulpeloos driften door de ruimte verstuurt Cortana noodsignalen terwijl de Master Chief zichzelf invriest en zegt: "wake me... if you need me." Cortana zegt dat het wel jaren kan duren voordat iemand hen oppikt. Als de speler het spel op het hoogste niveau heeft uitgespeeld, ziet men hoe het stuk van The Dawn waarin de Master Chief en Cortana zitten, zicht beweegt in de richting van een planeet. Tijdens E3 2011 werd bekend dat ontwikkelaar "343 Industries" een vervolg van Halo 3 uitbrengt in 2012. In de trailer is te zien hoe Master Chief dringend wakker wordt gemaakt door Cortana, die Master Chief bij de naam John noemt. Master Chief haast zich naar het open deel waar het schip in Halo 3 in tweeën is gedeeld en ziet dan dat ze aangetrokken worden door een groot ruimteschip.

## Marketing en uitgave
Verschillende marketingtechnieken zijn gebruikt om de uitgave van Halo 3 te promoten. Er zijn verschillende trailers gemaakt voor de game: real-time stukjes, opgenomen gameplay stukjes, computergemaakte beelden en zelfs live action beelden. Tijdens de ontwikkeling zijn er enkele "ontwikkelaar documentaires" uitgegeven wat het proces van het maken van de game uitlegt. Er was een grote multiplayer bètatest die gespeeld kon worden op Xbox Live zodat het publiek zelf ervaring kon opdoen in de multiplayer. In juni 2007 begon er alternatieve reality game genaamd Iris, gemaakt om de hype voor de game te vergroten terwijl betrekkende spelers langzaam meer achtergrondinformatie over de game konden ontdekken.
Bungie praatte soms ook in hun wekelijkse update over hun game en voegde soms media toe aan hun berichten. Vele interviews met de Bungie staf zijn er gemaakt die alleen een aantal vaste onderwerpen besprak. Magazines en tijdschriften gaven soms verhalen waar nieuwe informatie kon ontdekt worden. Terwijl Halo 3 dichter bij zijn uitgave kwam werd de interesse vergroot. Vele reclames die tot nu toe zijn gemaakt richt zich op een algemeen publiek in plaats voor hardcore fans van de game. Microsoft kondigde op 9 augustus 2007 dat er een miljoen pre-orders zijn gemaakt in Noord-Amerika. Op 12 september 2007 werd de Believe campagne gelanceerd, die zich focust op het verhaal en de heldhaftigheid tijdens de oorlog via gesprekken met mede-soldaten van de Master Chief. De campagne begon met de video "Museum".
Een maand voor de uitgave van Halo 3 lekte de laatste test kopie op internet. (Codenaam Epsilon en volgens Bungie de 99,9 procent versie.) Microsoft reageerde op dit lek door alle Xbox Live accounts te verbannen die de Epsilon kopie spelen tot het jaar 9999. Halo 3's complete versie lekte een week voor zijn officiële uitgave online. Het 6,14 gigabyte bestand van het spel was gehackt en gedownload door "duizenden" mensen in 24 uur. Video's van het einde van Halo 3 waren gemaakt van de gelekte kopie en werden gepost op populaire videosites, waaronder YouTube.
Meer dan twee weken voordat Halo 3 uitgegeven werd verschenen er exemplaren met foto's van de cover op eBay. Een week voor de uitgave verkocht de Engelse Argos per ongeluk een aantal exemplaren. Microsoft's Entertainment en Devices divisie betreurde dat "het gebeurde", maar weet ook "dat het gewoon een vergissing was". Daarom had Microsoft niet de intentie om Argos te straffen voor hun fout.
Op 23 september 2007 heeft Microsoft de handleiding van de game online gezet om de nieuwe browser plug-in te promoten, genaamd Microsoft Silverlight.
Ondanks de vroege lekken zijn er 4 miljoen exemplaren verkrijgbaar in de winkel. Microsoft denkt "drie-kwart" van dat aantal te verkopen in 24 uur.

### Versies
Halo 3 is uitgegeven in drie verschillende versies. De Standard Edition die game disc en handleiding bevat. The Collector's Edition bevat de game disc, handleiding, interactieve Xbox 360 bonus disc met enkele functies en een Beastiarum, hetgeen een collectie is van informatie en kunst over de verschillende rassen, culturen en bevolkingen. Deze editie is verpakt in een metalen doos.
Er zijn in een vroeg stadium klachten binnengekomen dat de houder van de disc van de Limited Version de cd loslaat. Daardoor zitten de cd's er los in en komen er krassen op. Microsoft heeft het probleem bevestigd en biedt aan gekraste game discs gratis te vervangen. Dit probleem komt niet voor bij de Standard Edition en Legendary Edition.

## Trivia
- Het spel is opgenomen in het boek 1001 Video Games You Must Play Before You Die van Tony Mott.